# Гололобово (Зарайский район)
Гололобово — деревня в Зарайском районе Московской области России. Административный центр сельского поселения Гололобовское. Население — 1088 чел. (2010).

## История
Сельцо Гололобово упоминается в материалах генерального межевания конца XVIII века. Предположительно, названо по фамилии владельца. В 1997—2006 годах — центр Гололобовского сельского округа.

## Население
Согласно Всероссийской переписи, в 2002 году в деревне проживало 1127 человек (532 мужчины и 595 женщин); преобладающая национальность — русские (95 %). По данным на 2005 год в деревне проживало 1146 человек.
| 2002 | 2006  | 2010  |
| ---- | ----- | ----- |
| 1127 | ↗1146 | ↘1088 |

## Расположение
Деревня расположена у восточной границы города Зарайска. Рядом протекает река Осётрик.